# Brasiloschubartia styliger
Brasiloschubartia styliger är en mångfotingart som beskrevs av Jeekel 1963. Brasiloschubartia styliger ingår i släktet Brasiloschubartia och familjen Chelodesmidae. Inga underarter finns listade i Catalogue of Life.